# Verbascum pinnatisectum
Verbascum pinnatisectum är en flenörtsväxtart som först beskrevs av Jules Aimé Battandier, och fick sitt nu gällande namn av Benedí. Verbascum pinnatisectum ingår i släktet kungsljus, och familjen flenörtsväxter. Inga underarter finns listade i Catalogue of Life.